# Perillula
Perillula  (лат.) — монотипный род двудольных растений семейства Яснотковые (Lamiaceae), включающий вид Perillula reptans Maxim.. Выделен российским ботаником Карлом Ивановичем Максимовичем в 1875 году.

## Распространение

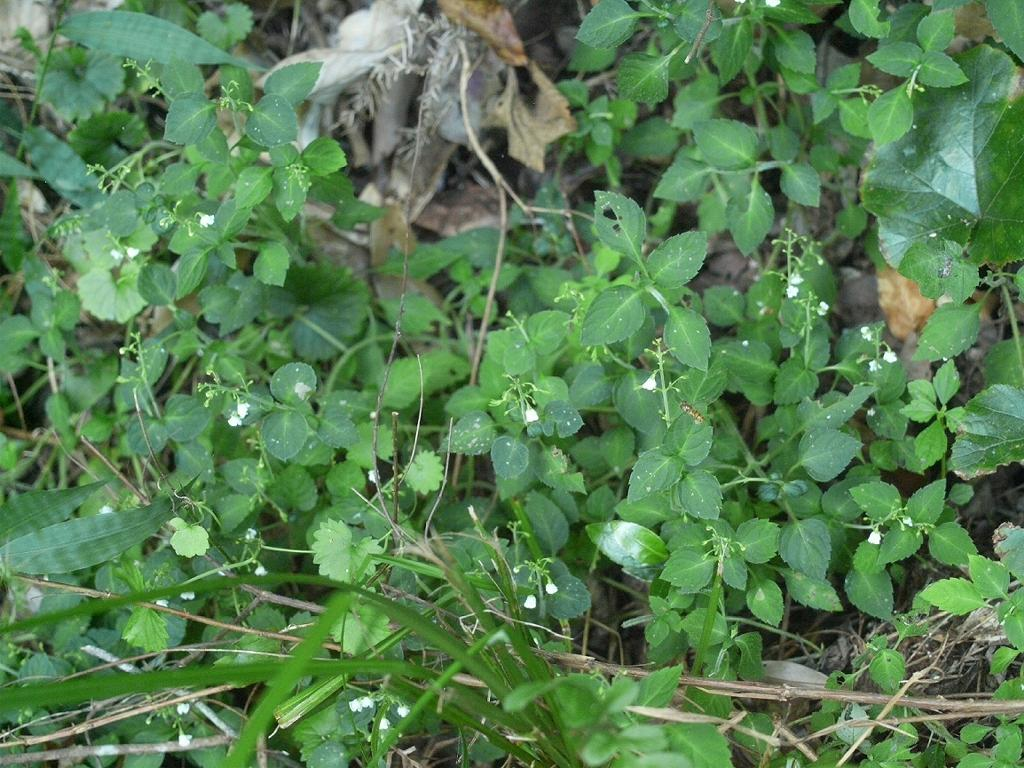
Группа цветущих Perillula reptans

Единственный вид является эндемиком Японии, распространённый в центральной и южной частях страны и на островах Рюкю.
Предпочитают лесные участки вблизи рек.

## Общая характеристика
Гемикриптофиты.
Многолетние травянистые растения с укороченным корневищем.
Листья зубчатые.
Соцветие обычно несёт по три мелких цветка колокольчато-воронковидной формы.
Плод — орешек.